# A New Day Has Come
A New Day Has Come là album phòng thu thứ mười tám và cũng là album tiếng Anh thứ bảy của ca sĩ người Canada Celine Dion, phát hành ngày 25 tháng 3 năm 2002 bởi Columbia Records, Epic Records và Sony Music. Đây là album phòng thu đầu tiên của cô sau bốn năm kể từ album Giáng sinh These Are Special Times (1998), đồng thời đánh dấu sự trở lại của nữ ca sĩ sau hai năm gác lại sự nghiệp để tập trung xây dựng gia đình và sinh con đầu lòng vào năm 2001. Tương tự như những tác phẩm trước của Dion, A New Day Has Come là một bản thu âm pop với những bản ballad theo phong cách adult contemporary và dance-pop nhịp độ trung bình, trong đó cô chủ yếu hợp tác với những nhà sản xuất quen thuộc, như Walter Afanasieff, Kristian Lundin, Andreas Carlsson, Robert John "Mutt" Lange, Ric Wake và Aldo Nova, cũng như hợp tác lần đầu với Anders Bagge và Peer Åström. Ngoài ra, Dion cũng hát lại "Nature Boy" của Nat King Cole và "At Last" của Glenn Miller.
Sau khi phát hành, A New Day Has Come đa phần nhận được những phản ứng tích cực từ các nhà phê bình âm nhạc, trong đó họ đánh giá cao việc Dion khai phá nhiều khía cạnh "rộng hơn, mạo hiểm hơn" của nhạc pop và "nhúng chân" vào âm nhạc hiện đại, đặc biệt là dance-pop. Album cũng gặt hái những thành công lớn về mặt thương mại, đứng đầu các bảng xếp hạng tại hơn 17 quốc gia, bao gồm những thị trường lớn như Úc, Canada, Pháp, New Zealand, Thụy Sĩ và Vương quốc Anh, đồng thời lọt vào top 5 ở hầu hết những thị trường còn lại. Đĩa nhạc ra mắt ở vị trí số một trên bảng xếp hạng Billboard 200 tại Hoa Kỳ với 558,000 bản, trở thành album quán quân thứ tư của Dion và là tác phẩm có doanh số tuần đầu cao nhất của cô tại đây. Tính đến nay, A New Day Has Come đã bán được hơn 12 triệu bản trên toàn thế giới, trở thành album được tiêu thụ nhiều thứ năm trong năm 2002 và là một trong những album bán chạy nhất mọi thời đại của nghệ sĩ nữ.
Sáu đĩa đơn đã được phát hành từ A New Day Has Come. Bài hát chủ đề được chọn làm đĩa đơn mở đường và lọt vào top 10 ở Canada và nhiều quốc gia Châu Âu. Tại Hoa Kỳ, đĩa đơn đạt vị trí thứ 22 trên bảng xếp hạng Billboard Hot 100 và phá vỡ kỷ lục lúc bấy giờ về số tuần dẫn đầu bảng xếp hạng Hot Adult Contemporary Tracks, trụ vững ở ngôi vị quán quân trong 21 tuần. Đĩa đơn tiếp theo, "I'm Alive", được phát hành vào tháng 8 năm 2002 và vươn đến top 10 ở hơn 14 quốc gia, đồng thời xuất hiện trong nhạc phim của bộ phim năm 2002 Stuart Little 2, trong khi đĩa đơn cuối cùng "Goodbye's (The Saddest Word)" gặt hái những thành tích tương đối trên toàn cầu. Để quảng bá album, Dion xuất hiện và trình diễn trên nhiều chương trình truyền hình và lễ trao giải lớn, như The Oprah Winfrey Show, Today, Top of the Pops và VH1 Divas năm 2002, cũng như thực hiện chương trình truyền hình đặc biệt cùng tên và bắt đầu loạt đêm nhạc lưu trú A New Day... (2003-2007) tại Las Vegas.

## Danh sách bài hát
| A New Day Has Come – Phiên bản tiêu chuẩn | A New Day Has Come – Phiên bản tiêu chuẩn    | A New Day Has Come – Phiên bản tiêu chuẩn                             | A New Day Has Come – Phiên bản tiêu chuẩn                                        | A New Day Has Come – Phiên bản tiêu chuẩn |
| STT                                       | Nhan đề                                      | Sáng tác                                                              | Sản xuất                                                                         | Thời lượng                                |
| ----------------------------------------- | -------------------------------------------- | --------------------------------------------------------------------- | -------------------------------------------------------------------------------- | ----------------------------------------- |
| 1.                                        | "I'm Alive"                                  | Kristian Lundin Andreas Carlsson                                      | Lundin Ric Wake [a] Richie Jones [a]                                             | 3:30                                      |
| 2.                                        | "Right in Front of You"                      | Steve Morales Sheppard Solomon Kara DioGuardi David Siegel            | Morales                                                                          | 4:13                                      |
| 3.                                        | "Have You Ever Been in Love"                 | Anders Bagge Peer Åström Tom Nichols Daryl Hall Laila Bagge           | Bagge Åström                                                                     | 4:08                                      |
| 4.                                        | "Rain, Tax (It's Inevitable)"                | Terry Britten Charlie Dore                                            | Christopher Neil                                                                 | 3:25                                      |
| 5.                                        | "A New Day Has Come" (radio remix)           | Aldo Nova Stephan Moccio                                              | Wake Walter Afanasieff Nova Jones [a] Christian van Burkholder [a] Marc Dold [a] | 4:23                                      |
| 6.                                        | "Ten Days"                                   | Nova Maxime Le Forestier Gérald de Palmas                             | Palmas                                                                           | 3:37                                      |
| 7.                                        | "Goodbye's (The Saddest Word)"               | Robert John "Mutt" Lange                                              | Lange                                                                            | 5:19                                      |
| 8.                                        | "Prayer"                                     | Corey Hart                                                            | Afanasieff                                                                       | 5:34                                      |
| 9.                                        | "I Surrender"                                | Louis Biancaniello Sam Watters                                        | Simon Franglen                                                                   | 4:47                                      |
| 10.                                       | "At Last"                                    | Mack Gordon Harry Warren                                              | Humberto Gatica Guy Roche                                                        | 4:17                                      |
| 11.                                       | "Super Love" (bản nhạc bổ sung ngoài Bắc Mỹ) | Roche Shelly Peiken                                                   | Roche                                                                            | 4:16                                      |
| 12.                                       | "Sorry for Love"                             | DioGuardi Bagge Åström Arnthor Birgisson                              | Bagge Åström Birgisson                                                           | 4:10                                      |
| 13.                                       | "Aún existe amor"                            | Riccardo Cocciante Ignacio Ballesteros-Diaz                           | Gatica Vito Luprano                                                              | 3:52                                      |
| 14.                                       | "The Greatest Reward"                        | Pascal Obispo Carlsson Jörgen Elofsson Lionel Florence Patrice Guirao | Lundin Carlsson                                                                  | 3:28                                      |
| 15.                                       | "When the Wrong One Loves You Right"         | Martin Briley Francis Galluccio Marjorie Maye                         | Wake Jones [a]                                                                   | 3:48                                      |
| 16.                                       | "A New Day Has Come"                         | Nova Moccio                                                           | Afanasieff Nova                                                                  | 5:42                                      |
| 17.                                       | "Nature Boy"                                 | eden ahbez                                                            | Afanasieff                                                                       | 3:45                                      |
| Tổng thời lượng:                          | Tổng thời lượng:                             | Tổng thời lượng:                                                      | Tổng thời lượng:                                                                 | 72:14                                     |

| A New Day Has Come – Phiên bản giới hạn năm 2002 (DVD kèm theo) | A New Day Has Come – Phiên bản giới hạn năm 2002 (DVD kèm theo) | A New Day Has Come – Phiên bản giới hạn năm 2002 (DVD kèm theo) | A New Day Has Come – Phiên bản giới hạn năm 2002 (DVD kèm theo) | A New Day Has Come – Phiên bản giới hạn năm 2002 (DVD kèm theo) |
| STT                                                             | Nhan đề                                                         | Sáng tác                                                        | Sản xuất                                                        | Thời lượng                                                      |
| --------------------------------------------------------------- | --------------------------------------------------------------- | --------------------------------------------------------------- | --------------------------------------------------------------- | --------------------------------------------------------------- |
| 1.                                                              | "All Because of You" (audio)                                    | Burton Collins Lisa Scott Christi Dannemiller                   | Wake                                                            | 3:30                                                            |
| 2.                                                              | "Coulda Woulda Shoulda" (audio)                                 | Lundin Carlsson                                                 | Lundin                                                          | 3:27                                                            |
| 3.                                                              | "I'm Alive" (video ca nhạc)                                     |                                                                 |                                                                 | 3:30                                                            |
| 4.                                                              | "Trích đoạn đêm diễn Las Vegas" (video)                         |                                                                 |                                                                 | 5:40                                                            |
| Tổng thời lượng:                                                | Tổng thời lượng:                                                | Tổng thời lượng:                                                | Tổng thời lượng:                                                | 16:07                                                           |

| A New Day Has Come – Phiên bản sưu tập năm 2008 (DVD kèm theo) | A New Day Has Come – Phiên bản sưu tập năm 2008 (DVD kèm theo) | A New Day Has Come – Phiên bản sưu tập năm 2008 (DVD kèm theo) |
| STT                                                            | Nhan đề                                                        | Thời lượng                                                     |
| -------------------------------------------------------------- | -------------------------------------------------------------- | -------------------------------------------------------------- |
| 1.                                                             | "A New Day Has Come" (video ca nhạc)                           | 4:20                                                           |
| 2.                                                             | "Have You Ever Been in Love" (video ca nhạc)                   | 4:06                                                           |
| 3.                                                             | "Goodbye's (The Saddest Word)" (video ca nhạc)                 | 4:33                                                           |
| 4.                                                             | "I'm Alive" (video ca nhạc)                                    | 3:30                                                           |
| 5.                                                             | "Quá trình thực hiện album"                                    | 12:15                                                          |
| 6.                                                             | "Quá trình thực hiện video "A New Day Has Come""               | 3:03                                                           |
| 7.                                                             | "Trong phòng thu "Have You Ever Been in Love""                 | 5:05                                                           |
| 8.                                                             | "Thư viện ảnh"                                                 |                                                                |
| Tổng thời lượng:                                               | Tổng thời lượng:                                               | 36:52                                                          |

Ghi chú
- ^a  nghĩa là sản xuất bổ sung

## Xếp hạng
| Bảng xếp hạng (2002)                     | Vị trí cao nhất |
| ---------------------------------------- | --------------- |
| Album Úc (ARIA)                          | 1               |
| Album Áo (Ö3 Austria)                    | 1               |
| Album Bỉ (Ultratop Vlaanderen)           | 2               |
| Album Bỉ (Ultratop Wallonie)             | 1               |
| Album Canada (Billboard)                 | 1               |
| Album Cộng hòa Séc (ČNS IFPI)            | 12              |
| Album Đan Mạch (Hitlisten)               | 1               |
| Album Hà Lan (Album Top 100)             | 1               |
| Album Châu Âu (Music & Media)            | 1               |
| Album Phần Lan (Suomen virallinen lista) | 1               |
| Album Pháp (SNEP)                        | 1               |
| Album Đức (Offizielle Top 100)           | 2               |
| Album Hy Lạp (IFPI)                      | 1               |
| Album Hungaria (MAHASZ)                  | 2               |
| Album Ireland (IRMA)                     | 1               |
| Album Ý (FIMI)                           | 1               |
| Album Ý (Musica e dischi)                | 1               |
| Album Nhật Bản (Oricon)                  | 15              |
| Album Malaysia (RIM)                     | 3               |
| Album New Zealand (RMNZ)                 | 1               |
| Album Na Uy (VG-lista)                   | 1               |
| Album Ba Lan (ZPAV)                      | 2               |
| Album Bồ Đào Nha (AFP)                   | 2               |
| Album Quebec (ADISQ)                     | 1               |
| Album Scotland (OCC)                     | 1               |
| Album Singapore (RIAS)                   | 2               |
| Album Tây Ban Nha (PROMUSICAE)           | 4               |
| Album Thụy Điển (Sverigetopplistan)      | 1               |
| Album Thụy Sĩ (Schweizer Hitparade)      | 1               |
| Album Anh Quốc (OCC)                     | 1               |
| Album Hoa Kỳ Billboard 200               | 1               |

| Bảng xếp hạng (2002)  | Vị trí cao nhất |
| --------------------- | --------------- |
| Album Hàn Quốc (RIAK) | 1               |

| Bảng xếp hạng (2002)                             | Vị trí |
| ------------------------------------------------ | ------ |
| Album Úc (ARIA)                                  | 15     |
| Album Áo (Ö3 Austria)                            | 9      |
| Album Bỉ (Ultratop Flanders)                     | 5      |
| Album Bỉ (Ultratop Wallonia)                     | 8      |
| Album Canada (SoundScan)                         | 3      |
| Album Đan Mạch (Hitlisten)                       | 2      |
| Album Hà Lan (Album Top 100)                     | 4      |
| Album Châu Âu (Music & Media)                    | 3      |
| Album Phần Lan Quốc tế (Suomen virallinen lista) | 8      |
| Album Pháp (SNEP)                                | 5      |
| Album Đức (Offizielle Top 100)                   | 9      |
| Album Ý (FIMI)                                   | 15     |
| Album New Zealand (RMNZ)                         | 7      |
| Album Na Uy (VG-lista)                           | 2      |
| Album Tây Ban Nha Quốc tế (PROMUSICAE)           | 11     |
| Album Thụy Điển (Sverigetopplistan)              | 8      |
| Album Thụy Sĩ (Schweizer Hitparade)              | 2      |
| Album Anh Quốc (OCC)                             | 39     |
| Hoa Kỳ Billboard 200                             | 19     |
| Album Toàn cầu (IFPI)                            | 5      |
| Bảng xếp hạng (2003)                             | Vị trí |
| Album Bỉ (Ultratop Flanders)                     | 95     |
| Album Hà Lan (Album Top 100)                     | 81     |
| Album Pháp (SNEP)                                | 148    |
| Hoa Kỳ Billboard 200                             | 168    |

| Bảng xếp hạng (2000–2009) | Vị trí |
| ------------------------- | ------ |
| Album Hà Lan (MegaCharts) | 52     |
| Hoa Kỳ Billboard 200      | 145    |

| Bảng xếp hạng                    | Vị trí |
| -------------------------------- | ------ |
| Album Nghệ sĩ Canada (SoundScan) | 17     |

## Chứng nhận
| Quốc gia                                                                           | Chứng nhận  | Số đơn vị/doanh số chứng nhận |
| ---------------------------------------------------------------------------------- | ----------- | ----------------------------- |
| Argentina (CAPIF)                                                                  | 2× Bạch kim | 80.000^                       |
| Úc (ARIA)                                                                          | 2× Bạch kim | 140.000^                      |
| Áo (IFPI Áo)                                                                       | Bạch kim    | 40.000*                       |
| Bỉ (BEA)                                                                           | 2× Bạch kim | 100.000*                      |
| Brasil (Pro-Música Brasil)                                                         | Vàng        | 50.000*                       |
| Canada (Music Canada)                                                              | 6× Bạch kim | 600.000^                      |
| China                                                                              | —           | 75,000                        |
| Đan Mạch (IFPI Đan Mạch)                                                           | 2× Bạch kim | 100.000^                      |
| Phần Lan (Musiikkituottajat)                                                       | Vàng        | 32,915                        |
| Pháp (SNEP)                                                                        | 3× Bạch kim | 900.000*                      |
| Đức (BVMI)                                                                         | 3× Vàng     | 750.000^                      |
| Hy Lạp (IFPI Hy Lạp)                                                               | Bạch kim    | 30.000^                       |
| Hungary (Mahasz)                                                                   | Vàng        | 10.000^                       |
| Nhật Bản (RIAJ)                                                                    | Vàng        | 100.000^                      |
| Hà Lan (NVPI)                                                                      | Bạch kim    | 80.000^                       |
| New Zealand (RMNZ)                                                                 | 2× Bạch kim | 30.000^                       |
| Na Uy (IFPI)                                                                       | Bạch kim    | 50.000*                       |
| Ba Lan (ZPAV)                                                                      | Vàng        | 35.000*                       |
| Hàn Quốc (KMCA)                                                                    | —           | 141,581                       |
| Tây Ban Nha (PROMUSICAE)                                                           | Bạch kim    | 100.000^                      |
| Thụy Điển (GLF)                                                                    | Bạch kim    | 60.000^                       |
| Thụy Sĩ (IFPI)                                                                     | 3× Bạch kim | 120.000^                      |
| Anh Quốc (BPI)                                                                     | Bạch kim    | 300.000^                      |
| Hoa Kỳ (RIAA)                                                                      | 3× Bạch kim | 3,307,000                     |
| Tổng hợp                                                                           |             |                               |
| Châu Âu (IFPI)                                                                     | 3× Bạch kim | 3.000.000*                    |
| Toàn cầu                                                                           | —           | 12,000,000                    |
| * Chứng nhận dựa theo doanh số tiêu thụ. ^ Chứng nhận dựa theo doanh số nhập hàng. |             |                               |

## Lịch sử phát hành
| Khu vực  | Ngày              | Hãng đĩa          | Định dạng   | Mã                         |
| -------- | ----------------- | ----------------- | ----------- | -------------------------- |
| Úc       | 25 tháng 3, 2002  | Epic              | CD cassette | COL 506226 2               |
| Châu Âu  | 25 tháng 3, 2002  | Columbia          | CD cassette | COL 506226 2               |
| Canada   | 26 tháng 3, 2002  | Columbia          | CD cassette | 86400                      |
| Hoa Kỳ   | 26 tháng 3, 2002  | Epic              | CD cassette | 86400                      |
| Nhật Bản | 30 tháng 3, 2002  | SMEJ              | CD          | EICP-55                    |
| Châu Âu  | 11 tháng 11, 2002 | Columbia          | CD/DVD      | COL 506226 7, COL 506226 5 |
| Hoa Kỳ   | 19 tháng 11, 2002 | Epic              | CD/DVD      | 87039, 59296               |
| Úc       | 22 tháng 11, 2002 | Epic              | CD/DVD      | 506226 7, 506226 5         |
| Hoa Kỳ   | 29 tháng 1, 2008  | Legacy Recordings | CD/DVD      | 88697226662                |
| Nhật Bản | 27 tháng 2, 2008  | Legacy Recordings | CD/DVD      | EICP-929～EICP-930         |
| Úc       | 19 tháng 4, 2008  | Legacy Recordings | CD/DVD      | 88697226662                |
| Châu Âu  | 21 tháng 4, 2008  | Legacy Recordings | CD/DVD      | 88697226662                |